# Josh Donaldson
Joshua Adam Donaldson, ameriški bejzbolist, * 8. december 1985, Pensacola, Florida, ZDA.
Donaldson je poklicni igralec tretje baze in je trenutno član ekipe Toronto Blue Jays.

## Ljubiteljska kariera
Donaldson je obiskoval srednjo šolo  Faith Academy v mestu Mobile, zvezna država Alabama, in univerzo Auburn University, kjer je igral bejzbol za ekipo Tigrov v znani konferenci Southeastern Conference. 

## Poklicna kariera

### Chicago Cubs
Donaldson je bil izbran v 1. krogu nabora lige MLB leta 2007 s skupno 48. izbiro s strani ekipe Chicago Cubs. 

### Oakland Athletics
8. julija 2008 je bil skupaj z udeležen v menjavi, ki ga je, skupaj z Mattom Murtonom, Ericom Pattersonom in Seanom Gallagherjem, poslala k ekipi Oakland Athletics, v Chicago pa sta odšla Rich Harden in Chad Gaudin.
Prvič je bil v ligo MLB vpoklican 30. aprila 2010. Še istega dne je kot odbijalec s klopi tudi prvič nastopil in bil z udarci izločen.
1. maja, dan kasneje, je odbil svoj prvi udarec v polje- domači tek za dva teka. Dovolil mu ga je Dana Eveland.